# Rymarstwo
Rymarstwo – dział rzemiosła zajmujący się wytwarzaniem uprzęży konnych, siodeł, akcesoriów jeździeckich i skórzanych pasów pędnych.

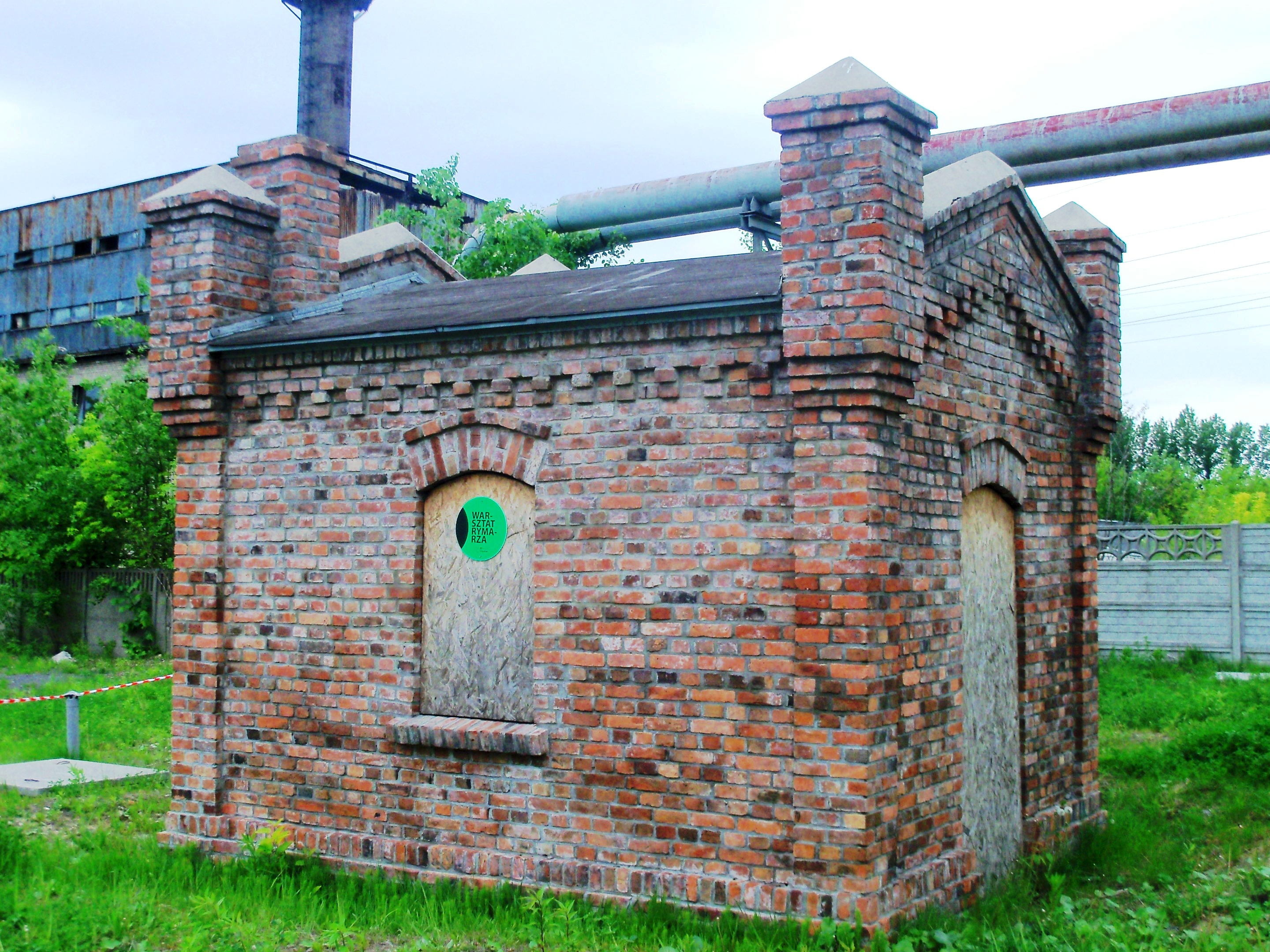
warsztat rymarza

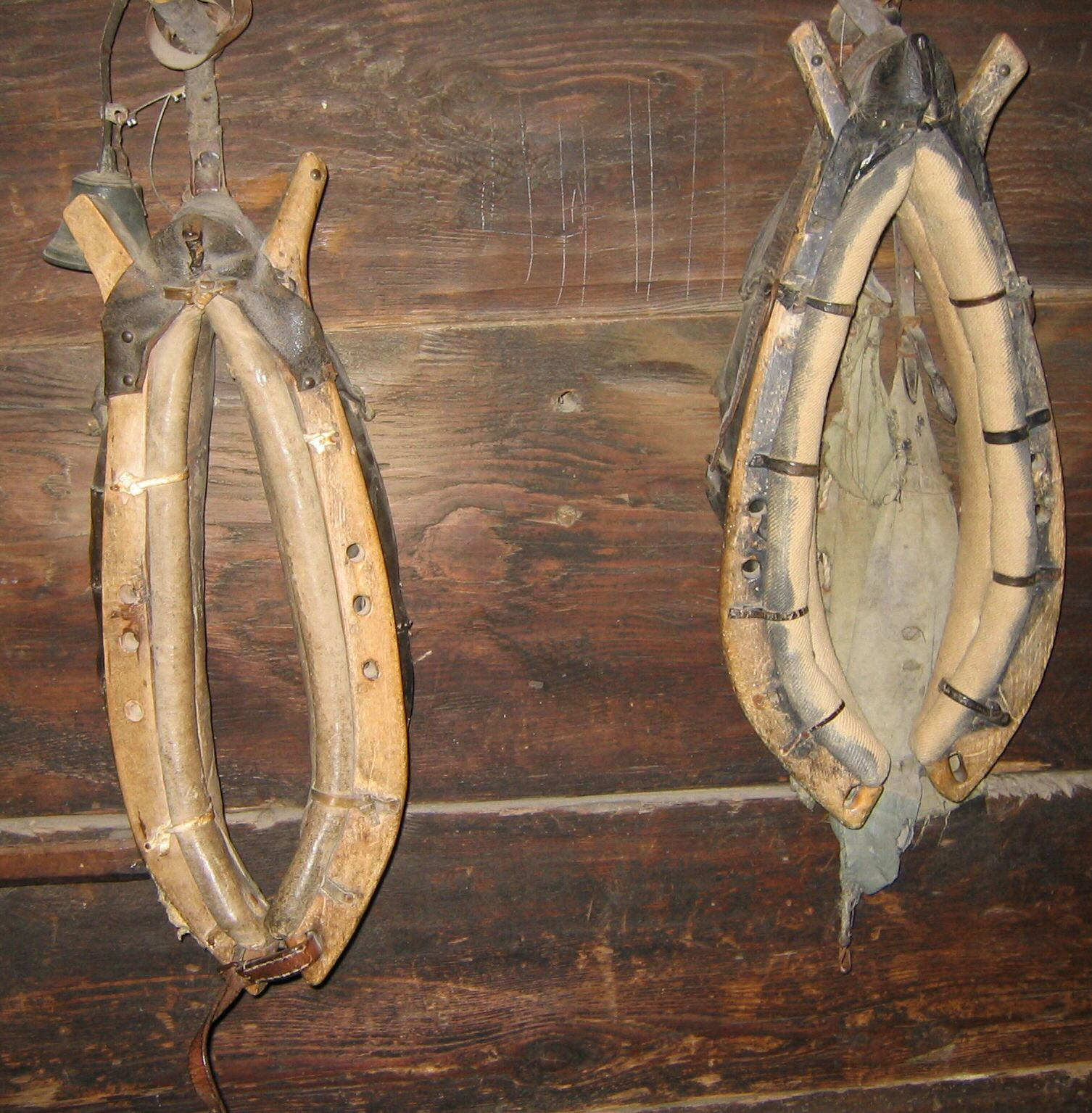
chomąta

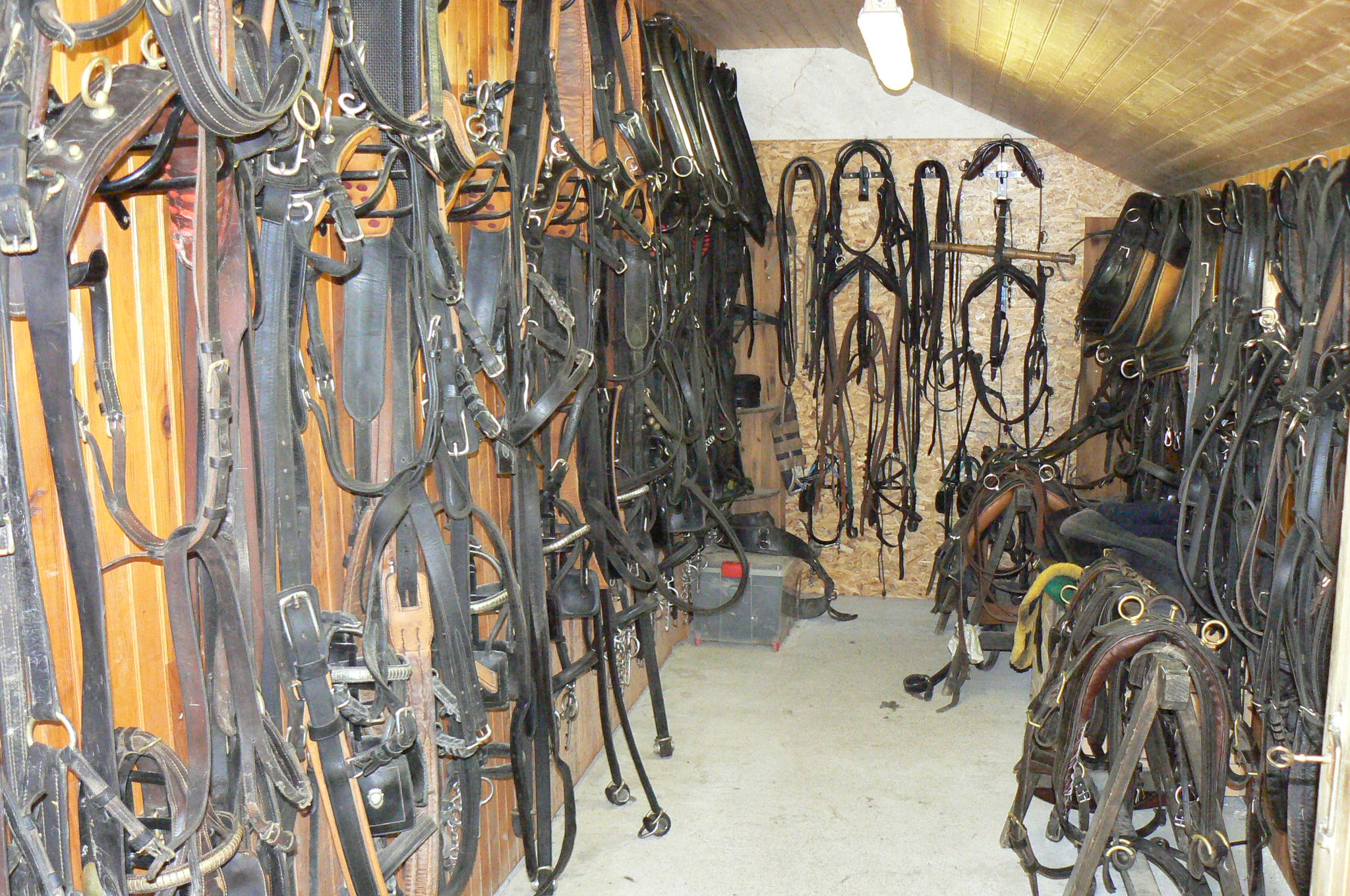
uprzęże

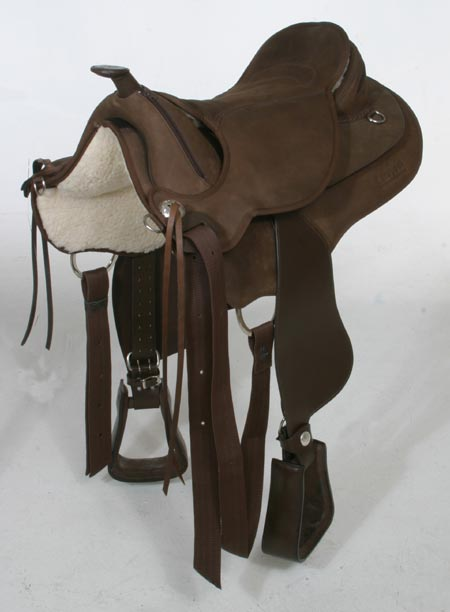
siodło

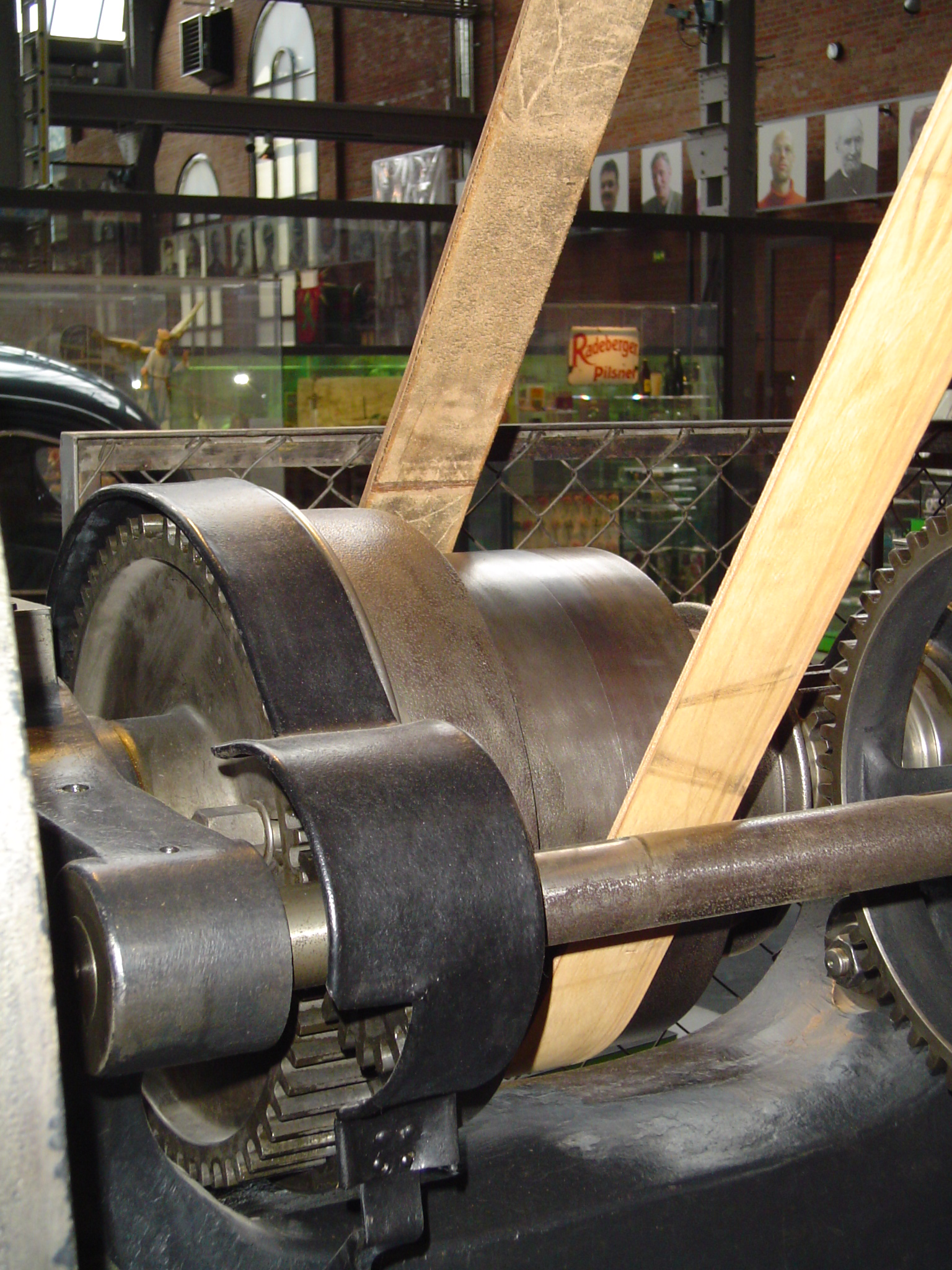
pas pędny

Tradycyjnie wyroby szyte były ręcznie ze skór, a następnie wykańczane metalowymi okuciami. Część pracowni zachowało ten sposób pracy, pozostałe wykorzystują szycie maszynowe. Rymarze posiadali własne cechy regulujące zwyczaje, zasady zdobywania zawodu i rozsądzające spory.
Rymarstwo należy do zanikających zawodów rzemieślniczych. Główną przyczyną jest ograniczone zapotrzebowanie na wyroby rymarskie. W czasach poprzedzających rewolucję przemysłową, a w szczególności rozwój kolei i motoryzacji, konie stanowiły siłę pociągową, wykorzystywaną w transporcie i rolnictwie. Na przestrzeni XX w. rolę koni w większości przejęły maszyny.
Na przełomie XX i XXI wieku nastąpiło niewielkie ożywienie w tym zawodzie, spowodowane rosnącym zainteresowaniem turystyką konną i jeździectwem. W wyniku tego powstało lub rozwinęło się wiele stadnin i gospodarstw ukierunkowanych na naukę jazdy konnej. Usługi rymarskie świadczone są także dorożkarzom, sportowcom uprawiającym jeździectwo i rolnikom.

## Wyroby
Uprząż może być jednokonna lub parokonna, chomątowa lub szorowa.
Rodzaje uprzęży ze względu na sposób wykonania (styl):
- angielska – styl uprzęży, który ukształtował się w Anglii w początkach IX w. Jest to uprząż chomątowa. Konstrukcja chomąta sprawia, że siła uciągu konia wykorzystana jest do maksimum. Przy tym nie powoduje u zwierząt obrażeń, pod warunkiem odpowiedniego dopasowania wysokości i szerokości. Zaprzęg angielski może być jednokonny lub wielokonny. Uprząż wyposażona jest w ozdobne natylniki, które razem z naszelnikami i podogoniami stanowią zespół  części wstrzymujących. Do uprzęży tych stosuje się wiele zdobień.
- chomątowa kielecka,
- chomątowa krakowska – uprząż z ozdobnym chomątem, wykończonym błyszczącymi okuciami,
- szorowa,
- węgierska.

Ze względu na okoliczności wykorzystania rozróżnia się uprzęże:
- robocze,
- wyjazdowe,
- maratonowe.

Siodła mogą być:
- rajdowe,
- skokowe,
- sportowe (olimpijskie),
- ułańskie,
- westernowe.

Do akcesoriów jeździeckich zalicza się: bat, chomąto, czapsy, czaprak, janczary, kantar, kapelusz, lonża, lejce, naszelnik, sztylpy (dopinane cholewy buta, sięgające od kostki poniżej kolana) ogłowie, palcat, pas popleczny, pasy pociągowe, podogonie, popręg, przedpierśnik, puśliska, rychliny, sakwy, strzemiona, uzda, wędzidło, wodze, wytok.

## Materiały
Wyroby rymarskie produkowane są ze skóry zwierzęcej oraz włókien roślinnych służących do zszywania (nici, szpagatu).
Zapięcia i okucia do uprzęży mogą być wykonane z różnych metali:
- alpaki,
- mosiądzu,
- mosiądzu chromowanego,
- stali nierdzewnej,
- niklu.